# Beludzhia phylloteliptera
Beludzhia phylloteliptera är en tvåvingeart som beskrevs av Boris Borisovitsch Rohdendorf 1935. Beludzhia phylloteliptera ingår i släktet Beludzhia och familjen köttflugor.
Artens utbredningsområde är Iran. Inga underarter finns listade i Catalogue of Life.